# Franco Lattanzi
Franco Lattanzi (1925 – 2008) è stato un regista e sceneggiatore italiano.

## Biografia
Esordisce in regia verso la fine degli anni '50 nella realizzazione di cortometraggi sperimentali, pubblicitari nonché due lungometraggi musicarelli di limitata distribuzione e tiepida accoglienza.
All’alba del decennio 60, dirige due pellicole di carattere drammatico-sociale che non trovano però distribuzione.
Intensifica la propria attività di regista agli inizi degli anni '70, dirigendo in sequenza tre pellicole appartenenti al filone dello spaghetti-western di esigua distribuzione e notevole insuccesso. Insuccesso che non si rivela solo di incasso ma anche di pubblico: la trilogia di Lattanzi è infatti ricordata da critici ed estimatori del genere come tra i peggiori esempi di western all'italiana.
Abbandonati i set di ranch e saloon, Lattanzi ritorna dietro la cinepresa verso la fine degli anni '70, nel centro di Senigallia, con un'insolita variazione del genere (che questa volta punta al poliziesco) tuttavia senza alcun esito: la pellicola, sebbene realizzata, per problemi di distribuzione rimane inedita. 

## Filmografia

### Regista
- Trocadero (1955)
- Serenata d'amore (1956)
- La nube rossa (1962)[1] - inedito
- Un giorno ai giardini pubblici (1964)[2] - inedito
- Sei bounty killers per una strage (1972)
- Il giustiziere di Dio (1973)
- La tigre venuta dal fiume Kwai (1975)
- Il nostro agente Navarro (1977) - inedito[3]